# Khandwa (Distrikt)
Der Distrikt Khandwa (Hindi खंडवा जिला), gelegentlich noch als Distrikt East Nimar bezeichnet, ist ein Distrikt des zentralindischen Bundesstaats Madhya Pradesh. Verwaltungs- und Wirtschaftszentrum ist die gleichnamige Stadt Khandwa.

## Geographie

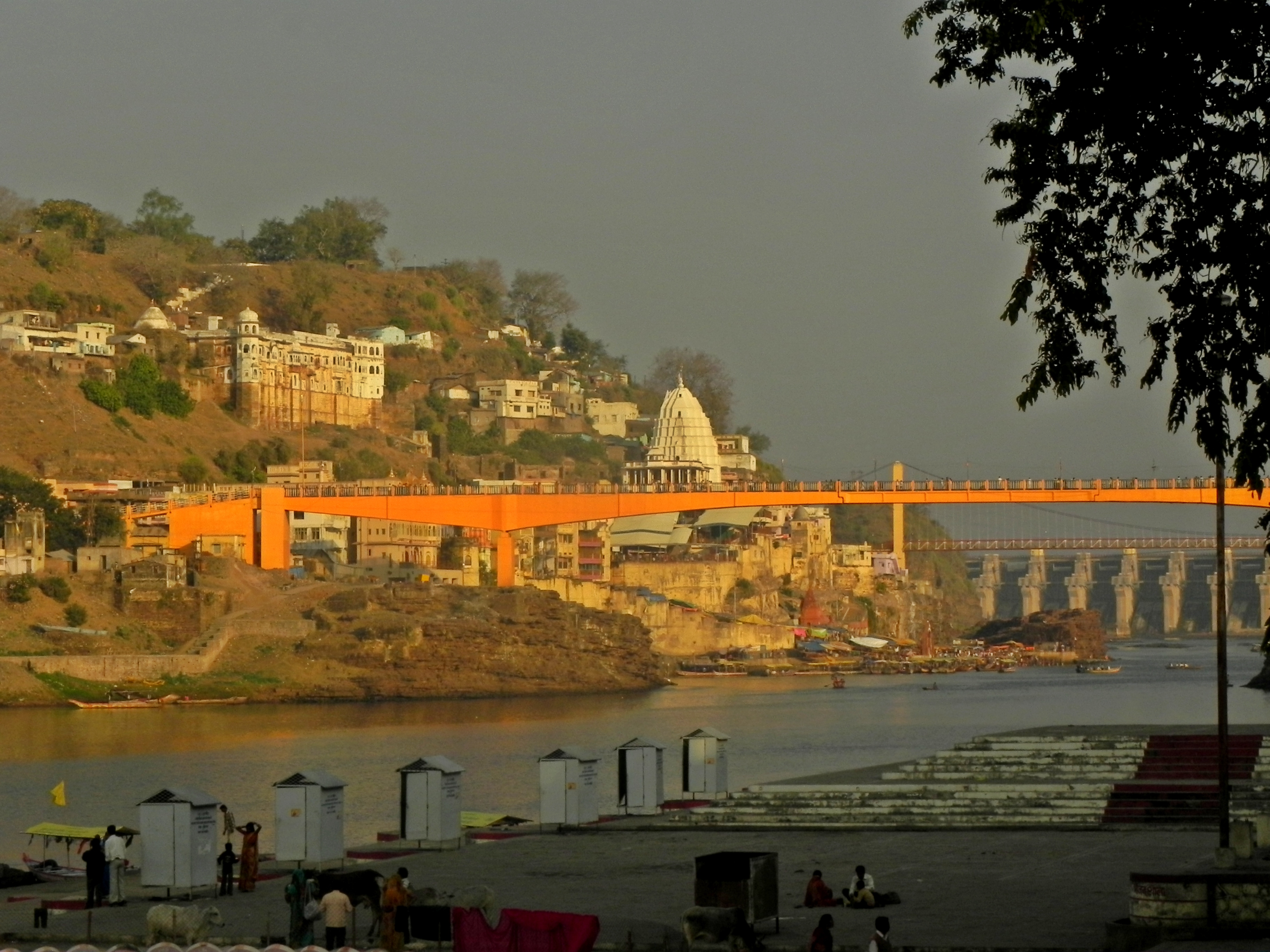
Omkareshwar in der Abenddämmerung

Der Distrikt Khandwa befindet sich im Süden des Bundesstaats Madhya Pradesh und grenzt im Südosten an den Distrikt Amaravati im Bundesstaat Maharashtra. Nach Süden wird der Distrikt begrenzt durch den Distrikt Burhanpur; nach Westen grenzt der Distrikt Khargone an, nach Norden der Distrikt Dewas und im Osten der Distrikt Harda.
Der nördliche Teil des zwischen 250 und 350 m hoch gelegenen Distrikts mit der heiligen Stadt Omkareshwar grenzt abschnittsweise an den Fluss Narmada, der teilweise auch durch den Distrikt fließt. Im Osten werden die Narmada und mehrere Nebenflüsse zum Indirasagar aufgestaut, der mit einem maximalen Fassungsvermögen von 12,2 Milliarden Kubikmetern der größte Stausee Indiens ist. Im Süden erhebt sich das Satpuragebirge. Die Regenmenge unterliegt starken Schwankungen. Aber rund 90 % fallen während der sommerlichen Monsunzeit (zweite Juniwoche bis Ende September). In den Monaten Juli bis September ist die Luftfeuchtigkeit sehr hoch. Am wärmsten ist es in den Monaten April bis Juni. Der Norden und das Satrupagebirge haben große Waldflächen, die insgesamt 34 % des Distriktsgebiets bedecken.

## Geschichte
Die alte Region Nimar wurde seit der Antike von fremden Mächten dominiert (Mauryas, Shungas, Shatavahanas, Kardamakas, Abhiras, Vakatakas, Guptas, Kalachuris, Vardhanas, Chalukyas, Rashtrakutas, Paramaras etc.) Raja Ali Khan (reg. 1576–1596) aus der Faruqi-Dynastie regierte in der westlich benachbarten Region Khandesh, zu der jedoch auch die südlich von Khandwa gelegene Stadt Burhanpur gehörte, und unterwarf sich im Jahr 1577 dem Großmogul Akbar I.; sein Sohn Bahadur Khan (reg. 1596–1600) erkannte die Oberhoheit des Mogulreichs jedoch nicht an und wurde im Jahr 1600 von der Mogularmee nahezu kampflos geschlagen. Nach dem Tod des letzten großen Mogulherrschers Aurangzeb (1707) zerfiel das Mogulreich; die Region um Burhanpur und Khandwa kam im Jahr 1740 zum Marathen-Reich. Seit dem Jahr 1818 stand das Gebiet unter britischer Kontrolle. Nach der Unabhängigkeit Indiens (1947) kam die Region in Form des Distrikts Nimar zum neu geschaffenen Bundesstaat Madhya Pradesh. Bei der territorialen Reorganisation der Bundesstaaten im States Reorganisation Act 1956 wurde der Distrikt Nimar am 1. November 1956 in East Nimar umbenannt. Am 11. August 2003 wurde der Distrikt East Nimar in die beiden Distrikte Burhanpur und Khandwa aufgeteilt.

## Bevölkerung
156.601 Personen (11,95 %) waren Angehörige registrierter unterprivilegierter Kasten (scheduled castes) und 459.122 Personen (35,09 %) gehörten zur registrierten Stammesbevölkerung (Adivasi). Mehr als 5000 Angehörige zählen die Bhil (230.857 Personen oder 17,62 % der Distriktsbevölkerung), Korku (184.499 Personen oder 14,08 % der Distriktsbevölkerung) und Gond (34.987 Personen oder 2,67 % der Distriktsbevölkerung).
Die häufigsten im Distrikt gesprochenen Sprachen sind Hindi und Nimadi, eine Bhil-Sprache.

### Städtische Siedlungen
Im Distrikt gab es bei der Volkszählung fünf Orte, die als Städte (towns und census towns) galten. 259.436 der 1.310.061 Einwohner oder 19,80 % leben in städtischen Siedlungen. Die weitaus größte Stadt des Distrikts ist ihr Hauptort Khandwa mit 200.738 Bewohnern. Die weiteren Städte mit mehr als 10.000 Einwohnern waren:
- Chhanera (22.052)
- Pandhana (13.694)
- Mundi (12.889)
- Omkareshwar (10.063)

## Verwaltungsgliederung

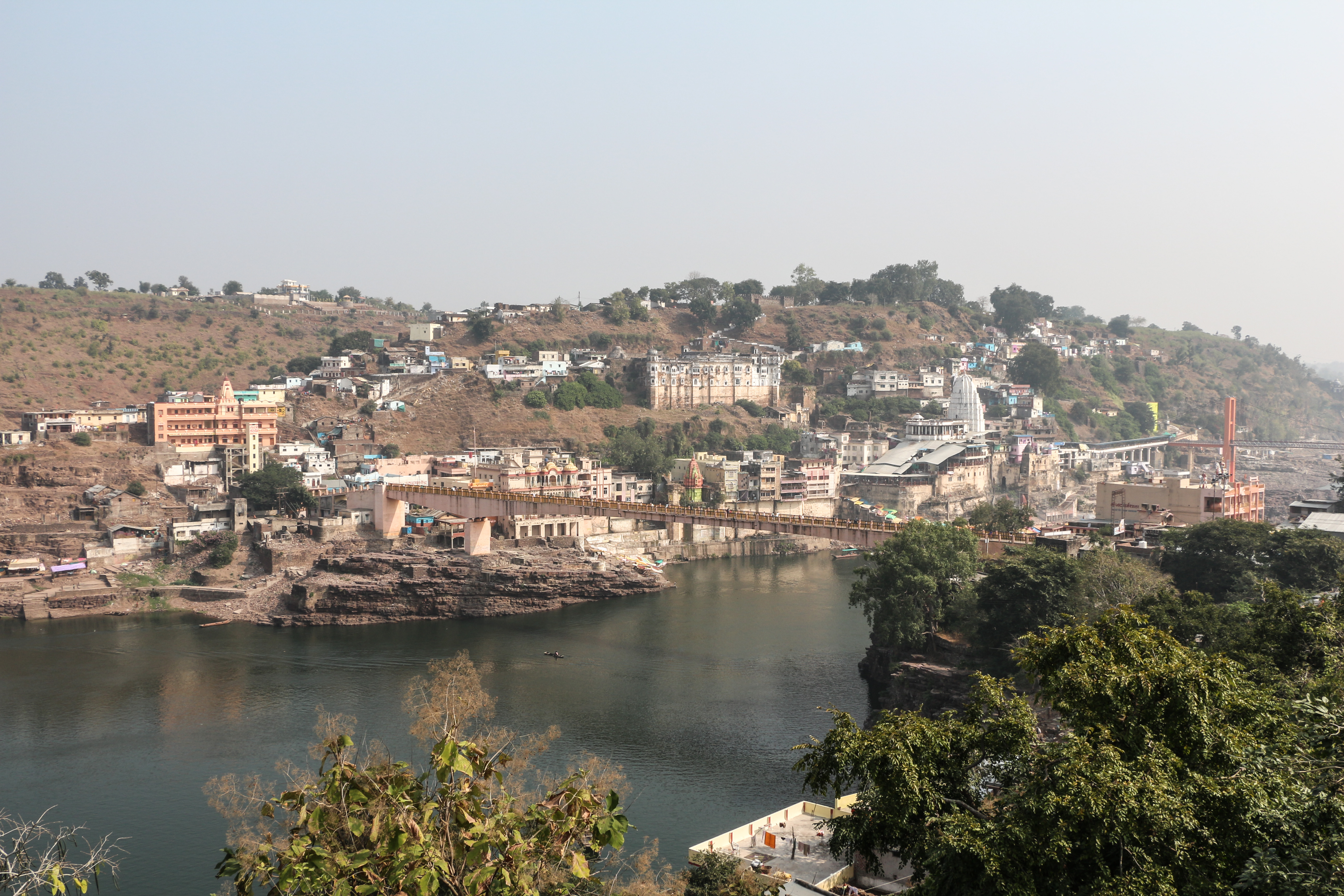
Tempelstadt Omkareshwar am Fluss Narmada

Die Verwaltungseinheit Khandwa trug früher die Namen Nimar und East Nimar und bestand seit dem 19. Jahrhundert. Seit 2003 ist der offizielle Name Khandwa, der Begriff East Nimar aber weiter gebräuchlich. Der Distrikt Khandwa besteht aus den fünf Verwaltungsbezirken (Tehsils oder Subdivisions) Harsud, Khalwa, Khandwa, Pandhana und Punasa. Er zählt fünf Städte und 711 bewohnte Dörfer mit fünf Stadtverwaltungen und 423 Dorfverwaltungen.

## Wirtschaft
Der Distrikt Khandwa gehört nach offizieller Statistik zu den 250 rückständigsten von insgesamt 640 Distrikten Indiens. Er ist in sehr hohem Maße landwirtschaftlich geprägt, wobei auch Wanderarbeiter bis in die heutige Zeit eine nicht unwichtige Rolle spielen. Lediglich in den wenigen Städten gibt es einige größere Geschäfte und Handwerksbetriebe sowie Banken und weiterführende Schulen.

## Verkehr
Die meisten Dörfer sind über Buslinien an das regionale Verkehrsnetz angeschlossen. Wichtige Eisenbahnlinien sind die Strecken von Howrah nach Mumbai (Ost nach West), Khandwa über Ajmer nach Delhi und Khandwa über Indore nach Agra. Im gesamten Distrikt gibt es 22 Bahnhöfe. Hinzu kommen als überregionale Straßenverbindungen mehrere National Highways und State Highways.

## Sehenswürdigkeiten
Auf dem Gebiet des ansonsten touristisch kaum erschlossenen Distrikts Kandwa befindet sich die Tempelstadt Omkareshwar, die insbesondere den Anhängern des Hindu-Gottes Shiva heilig ist, weil hier einer von 12 Jyotirlingas verehrt wird. Ausflüge nach Indore oder nach Burhanpur sind empfehlenswert.